# Ludvík Svoboda
Ludvík Svoboda (Hroznatín, 25 novembre 1895 – Bratislava, 20 settembre 1979) è stato un generale e politico cecoslovacco.

## Biografia
Partecipò alla prima guerra mondiale, battendosi nell'esercito austro-ungarico. Nell'intervallo tra le due guerre mondiali insegnò presso l'Accademia Militare. Nel 1939 quando la Boemia e la Moravia furono annesse alla Germania nazista, si rifugiò in Polonia e successivamente, dopo l'invasione tedesca di quello Stato, nell'Unione Sovietica. Organizzò e diresse una brigata cecoslovacca che si batté con l'Armata Rossa.
Alla fine della seconda guerra mondiale rientrò in patria con le truppe sovietiche e dal 1945 al 1950 fu ministro della Difesa. Caduto in disgrazia, fu riabilitato nel periodo di Chruščëv e nel 1955 divenne comandante dell'Accademia Militare. Nel 1965 fu nominato eroe dell'Unione Sovietica.
Ritiratosi dalla vita militare, è stato presidente della Cecoslovacchia dal 1968 al 1975. Molto stimato dalla popolazione, sia di etnia ceca che slovacca, fu eletto su raccomandazione di Alexander Dubček, primo segretario del Partito Comunista durante la breve stagione della cosiddetta Primavera di Praga.
Dopo l'invasione sovietica nell'agosto del 1968 si adoperò per ottenere la liberazione dei leader riformisti, tra cui lo stesso Dubček, anche se questi furono costretti ad accettare di fatto una resa incondizionata.
Svoboda sopravvisse alla rimozione dei leader riformisti pur dovendo accettare la "normalizzazione" imposta dai sovietici. Resistette a lungo ai tentativi del nuovo segretario del partito Gustáv Husák di allontanarlo dalla presidenza, ma fu infine costretto al ritiro nel 1975 con una legge costituzionale, che autorizzava il parlamento ad eleggere un nuovo presidente, prendendo a pretesto le sue condizioni di salute, che non gli avrebbero più consentito di svolgere l'incarico.
Il suo nome gode ancora di grande credito tra la popolazione dei due paesi, per la sua coraggiosa presa di posizione durante i difficili momenti della storia cecoslovacca, e gli sono intitolate numerose piazze e strade sia nella Repubblica Ceca che nella Repubblica Slovacca.

## Curiosità
Il suo cognome, sia in russo che in ceco, significa "libertà".